# هوبره عربی

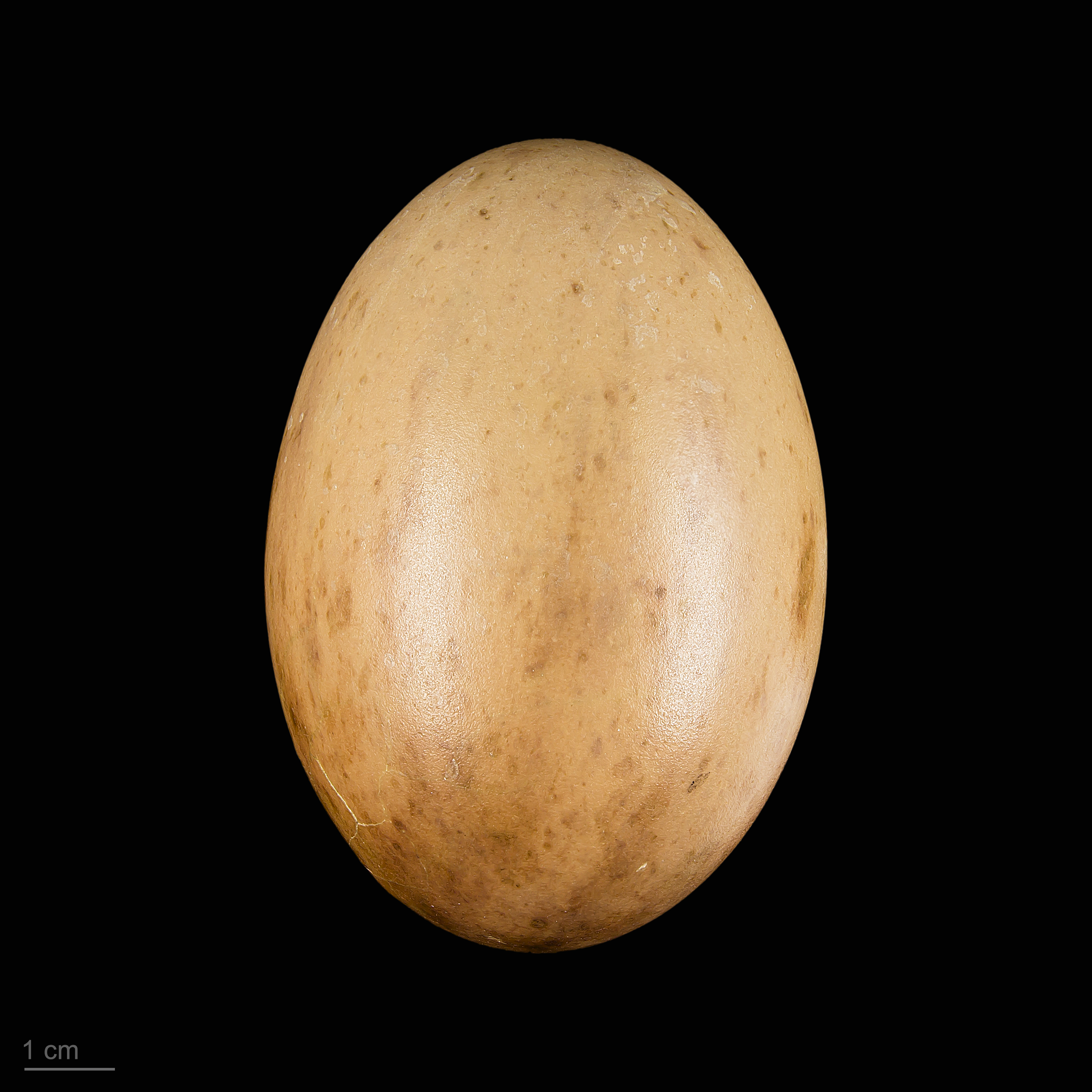
Ardeotis arabs

هوبره عربی (نام علمی: Ardeotis arabs) نام یک گونه از سرده هوبره‌های بیابان است.